# Michał Eustachy Brensztejn
Michał Eustachy Brensztejn (ur. 2 października 1874 w Telszach, zm. 29 marca 1938 w Wilnie) – bibliotekarz, bibliofil, historyk, archeolog i etnograf amator. 

## Życiorys
Syn Konstantego i Melanii z Marczewskich. Uczył się w szkole w Telszach, a później w wileńskich gimnazjach. Od 1893 współpracował w prasie wileńskiej i krakowskiej. Od 1910 pracował w redakcji gazety „Goniec Wileński”, później do 1915 - „Kurier Litewski”.
Był bibliotekarzem Biblioteki Uniwersyteckiej w Wilnie (1919–1938), kustoszem Muzeum Towarzystwa Przyjaciół Nauk w Wilnie, członkiem Towarzystw Numizmatycznych w Poznaniu i Krakowie, Okręgowej Komisji Konserwatorskiej w Wilnie, Polskiej Akademii Umiejętności oraz Towarzystwa Tatrzańskiego oraz członkiem Rady Polskiego Słownika Biograficznego w Krakowie i autorem około pięćdziesięciu haseł. Był autorem wielu prac z dziedziny historii kultury i etnografii Wielkiego Księstwa Litewskiego. Zajmował się czynnie archeologią, prowadził wykopaliska na stanowiskach w powiecie telszewskim.
Posiadał jeden z największych zbiorów ekslibrisów litewskich jaki kiedykolwiek stworzono w Polsce. Kolekcja liczyła 2661 eksponatów, w tym okazy dawne i dziewiętnastowieczne, pieczątki biblioteczne i typograficzne. Zbiory kolekcjoner przekazał wileńskim i krakowskim instytucjom naukowym i narodowym.
W 1897 ożenił się z Jadwigą Andrzejewską.
Zmarł 29 marca 1938. Pochowany 1 kwietnia 1938 na cmentarzu Bernardyńskim w Wilnie.

## Ordery i odznaczenia
- Krzyż Kawalerski Orderu Odrodzenia Polski (11 listopada 1937)[7]
- Srebrny Wawrzyn Akademicki (7 listopada 1936)[8]

## Dzieła (wybór)
1. Brensztejn M. Cmentarzyska „Gargżdi kalns” i „Szyluks” we wsi Judsodzie w powiecie i parafii Telszewskiej na Żmujdzi // Materiały antropologiczno-archeologiczne i etnograficzne (Kraków). – 1901, t. 5, p. 31–35.
2. Brensztejn M. Cmentarzysko Potumszelu-Kapaj u pow. Telszewskim, par. Łuknickiej na Żmudzi, zbadane w kwietniu 1896 // Wiadomości Numizmatyczno-archeologiczne (Kraków). – 1896, Nr. 4, p.157–160; 1897.
3. Brensztejn M. Foulles executées a Rajnie, ferme du district Telsze, en Samogitie // Bulletin de l’Academie Sciences de Cracovie. – 1899, Nr. 1, p. 5–7.
4. Brensztejn M. Góra Dżugasa // Kronika rodzinna (Warszawa). – 1901, Nr. 12.
5. Brensztejn M. IX zjazd archeologiczny w Wilnie // Wiadomości Numizmatyczno-archeologiczne (Kraków). – 1893, Nr. 4, p. 126–128.
6. Brensztejn M. Kilka podań żmujdzkich. Góra Girgżduti, Góra Sprudis, Panukalns // Wisła (Warszawa). –1899, t. 13, p. 348–352.
7. Brensztejn M. Kniaz Danilo Myszeckij / M.Br. // Kurjer Wileński. – 1911.
8. Brensztejn M. Monety rzymskie na Żmujdzi // Wiadomości Numizmatyczno-archeologiczne (Kraków). – 1897, Nr. 1-2, p. 266–267.
9. Brensztejn M. Muzeum miejskie w Kownie // Kurjer Litewski. – 1907.
10. Brensztejn M. Pogrzeb Kiejstuta. Obrazek obyczajowy z życia starożytnej Litwy // Przegląd Zakopański. – 1900, (Nr.15).
11. Brensztejn M. Ś.p.ks. kanonik Jan Kociełło // Kurjer Litewski. – 1908.
12. Brensztejn M. Skarb bronzowy, znaleziony we wsi Syrajcie w powiecie i parafii Telszewskiej na Żmujdzi // Materiały antropologiczno - archeologiczne i etnograficzne (Kraków). – 1903, t. 6, p. 44–50.
13. Brensztejn M. Tadeusz Dowgird (Wspomnienie pośmiertne) // Wiadomości Archeologiczne (Warszawa). – 1922, t. 7, p. 148–154.
14. Brensztejn M. Telsze // Kurjer Litewski. – 1908.
15. Brensztejn M. W Tow. Przyjaciół Nauk // Kurjer Litewski. – 1914.
16. Brensztejn M. Wandalin Szukiewicz // Kujer Litewski. – 1914, saus. 1 (14), p. 2.
17. Brensztejn M. Wandalin Szukiewicz // Ziemia (Warszawa). – 1914, Nr. 15, p. 225–226.
18. Brensztejn M. Wykopalisho monet w pow. Święciańskim / M.E.B. //Wiadomości Numizmatyczno-archeologiczne (Kraków). – 1896, Nr. 1, p. 36.
19. Brensztejn M. Wykopaliska na folwarku „Rajnie” w pow. Telszewskim na Żmujdzi // Materiały antropologiczno-archeologiczne i etnograficzne (Kraków). – 1898, t. 3, p. 38-40.
20. Brensztejn M. Wykopalisko w Strumilce, gub. Kowienskiej / M.E.B. // Wiadomości Numizmatyczno-archeologiczne (Kraków). – 1895, Nr. 1, p. 288.
21. Brensztejn M. Z pow. Telszewskiego // Kurjer Litewski. – 1908.
22. Brensztejn M. Z wycieczki letnej w Jeziorosie // Kurjer Litewski. – 1907.
23. Brensztejn M. Zamek w Płotelach // Kurjer Litewski. – 1906.
24. Brensztejn M. Zamki na Litwie: I. Lidzki; II. Ritterswerder w Kownie; III. Zamek w Krewie // Naokoło świata (Warszawa). – 1903, Nr. 43, 47, 51.
25. Brensztejn M. Zbiory i opisy kurhanów // Wiadomości Numizmatyczno-archeologiczne (Krakow). – 1894, Nr. 1–2, p. 181.
26. Brensztejn M. Zbiory prywatne w gubernji Kowieńskiej // Kurjer Litewski. – 1906.
27. Brensztejn M. Zbiory ś.p. Antoniego Zaborskiego w Poszuszwiu // Kurjer Litewski. – 1907.
28. Brensztejn M. Góra Dżugasa // Wiadomości Numizmatyczno-archeologiczne (Kraków). – 1895, Nr. 1, p. 286–287.